# Напівлегка вага в боксі
Напівлегка вага (англ. featherweight) — вагова категорія у боксі.

## Професійний бокс
В професійному боксі в напівлегкій вазі виступають боксери до 57,2 кг (126 фунтів).

### Чемпіони
Чоловіки
| Організація | Дата здобуття  | Чемпіон          | Рекорд        | Захисти |
| ----------- | -------------- | ---------------- | ------------- | ------- |
| WBA         | 1 червня 2024  | Нік Болл         | 23-0-1(13 KO) | 3       |
| WBC         | 1 лютого 2025  | Стівен Фултон    | 23–1 (8 KO)   | 0       |
| IBF         | 10 серпня 2024 | Анджело Лео      | 26–1 (12 KO)  | 1       |
| WBO         | 9 грудня 2023  | Рафаель Еспіноза | 27-0 (23 КО)  | 3       |

Жінки
| Організація | Дата здобуття   | Чемпіон             | Рекорд         | Захисти |
| ----------- | --------------- | ------------------- | -------------- | ------- |
| WBA         | 22 квітня 2021  | Еріка Крус Ернандес | 14-1 (3 KO)    |         |
| WBC         | 4 лютого 2021   | Аманда Серрано      | 41-1-1 (30 KO) |         |
| IBF         | липень 2020     | Сара Махфуд         | 11-0 (3 KO)    |         |
| WBO         | 13 вересня 2019 | Аманда Серрано      | 41-1-1 (30 KO) |         |

## Найдовші чемпіонські терміни
|     | Боксер             | Чемпіонський термін          | Чемпіонство   | Захисти |
| --- | ------------------ | ---------------------------- | ------------- | ------- |
| 1.  | Джонні Кілбейн     | 11 років, 3 місяці, 24 дні   | World / NYSAC | 4       |
| 2.  | Кріс Джон          | 10 років, 1 місяць, 5 днів   | WBA           | 18      |
| 3.  | Абе Аттелл         | 8 років, 5 місяців, 19 днів  | World         | 22      |
| 4.  | Еусебіо Педроса    | 7 років, 1 місяць, 23 дні    | WBA           | 19      |
| 5.  | Гері Расселл       | 6 років, 9 місяців, 25 днів  | WBC           | 5       |
| 6.  | Сенді Седдлер      | 6 років, 4 місяці, 13 днів   | World         | 4       |
| 7.  | Лео Санта-Крус     | 5 років, 10 місяців, 13 днів | WBA           | 5       |
| 8.  | Насім Хамед        | 4 роки, 11 місяців, 20 днів  | WBO           | 15      |
| 9.  | Джордж Діксон      | 4 роки, 5 місяців            | World         | 4       |
| 10. | Антоніо Еспарагоса | 4 роки, 27 днів              | WBA           | 7       |

## Аматорський бокс
В аматорському боксі вагові категорії вимірюються в кілограмах. З 1910 року в напівлегкій вазі виступали боксери до 57,2 кг. Після Другої світової війни до 2010 року в напівлегкій вазі виступали боксери до 57 кг. З 2011 року у зв'язку зі зміною кількості вагових категорій з 11 до 10 боксери від 52 кг до 56 кг стали виступати в легшій вазі. З 2019 року кількість вагових категорій для чоловіків скоротилася до 8 і в напівлегкій вазі стали виступати боксери до 57 кг.

### Олімпійські чемпіони
- 1904 –  Олівер Кірк
- 1908 –  Річард Ганн
- 1920 –  Пол Фрітч
- 1924 –  Джекі Філдс
- 1928 –  Беп ван Клаверен
- 1932 –  Кармело Робледо
- 1936 –  Оскар Касановас
- 1948 –  Ернесто Форменті
- 1952 –  Ян Захара
- 1956 –  Володимир Сафронов
- 1960 –  Франческо Муссо
- 1964 –  Станіслав Степашкін
- 1968 –  Антоніо Рольдан
- 1972 –  Борис Кузнецов
- 1976 –  Анхель Еррера
- 1980 –  Руді Фінк
- 1984 –  Мелдрік Тейлор
- 1988 –  Джованні Парізі
- 1992 –  Андреас Тевс
- 1996 –  Сомлук Камсінг
- 2000 –  Бекзат Саттарханов
- 2004 –  Олексій Тищенко
- 2008 –  Василь Ломаченко
- 2020 –  Альберт Батиргазієв